# Bitevní řád (Hvězdná brána)
Bitevní řád je 9. epizodou 3. řady sci-fi seriálu Hvězdná brána.

## Děj
SG-1 se vydává prozkoumat planetu, na které průzkumný letoun objevil jakýsi tábor. Po průchodu hvězdnou bránou se ocitnou uprostřed boje. Vojáci v uniformách SGC bojují proti Jaffům. SG-1 se domnívá, že vojáci jsou z týmu SG-11, který je pohřešován po misi na P89-534. Po několika minutách zmatku nabídne SG-1 vojákům podporu. K jejich překvapení, vojáci obrátí zbraně proti nim.
SG-1 se probouzí ve výcvikovém táboře. Velitel tábora, kapitán Kyle Rogers je považuje za nepřátele. Jediný Teal'c pochpí, že se jedná o jeden z Apophisových výcvikových táborů, kde jsou trénováni mladí muži k tomu, aby infiltrovali SGC. Teal'c řekne Rogersovi, že přišli hvězdnou bránou. Kapitán Rogers je přesvědčen, že Apophis poslal Teal'ca spolu s SG-1 na kontrolu výcviku. Kapitán Rogers seznámí SG-1 s bitevním řádem a ukáže jim zbraně s omračujícím účinkem, intary. SG-1 chce zpět své zbraně, avšak ty byly uloženy ve zbrojním stanu spolu s neškodnými intary.
Teal'c nechá shromáždit všechny účastníky cvičení pomocí hologramu Apophise vysílaného zařízením vo'cume. Plukovník O'Neill vojákům sdělí, že Apophis je mrtev a že výcvik je ukončen. Vojáci mu však nevěří a považují to za další test. Cvičení pokračuje. Jeden z vojáků má však Teal'covu skutečnou tyčovou zbraň a zapříčiní vážné zranění kapitána Rogerse. Zranění Rogerse je pro ostatní signálem, že cvičení bude probíhat naostro se skutečnými zbraněmi. SG-1 přesvědčí Rogerse, že jej vezmou k Apophisovi.
Na Zemi se Rogers dozvídá, kdo jsou ve skutečnosti SG-1. Považuje všechny za zrádce a odmítá komunikovat. SG-1 Rogersovi přehraje záznam smrti Apophise. Rogers se chce vrátit zpět a zabránit masakru. SG-1 se vrací na planetu spolu s Rogersem. Podaří se jim proniknout do tábora. Carterová připojí záznam smrti Apophise na vo'cum a přehraje jej válčícím vojákům. Bitva je ukončena a mladíci se mohou konečně vrátit domů.